# Fjällig ålbrosme
Fjällig ålbrosme (Lycodes squamiventer) är en bottenfisk från familjen tånglakefiskar som finns i Nordatlanten.

## Utseende
En långsträckt, ålliknande fisk med sammanhängande rygg- stjärt- och analfenor. Till skillnad från många andra tånglakefiskar i arktiska och subaktiska vatten är hela den enfärgat mörkbruna kroppen fjällbetäckt. Huvudet är dock naket. Liksom hos den liknande arten blek ålbrosme är sidolinjen dubbel, men den övre är mycket otydlig. Arten kan bli 26 cm lång, men blir vanligtvis inte mycket längre än 18 cm.

## Vanor
Arten är en bottenfisk som håller till vid dyiga bottnar på ett djup mellan 360 och 1 810 m. Den föredrar temperaturer strax under fryspunkten för sötvatten (-0,6 – 1,1 ˚C).

## Utbredning
Den fjälliga ålbrosmen finns i de arktiska delarna av Nordatlanten från Beauforthavet utanför Kanada via Davis sund till Island, Norska havet och troligtvis även Barents hav.